# Asesinato de Victoria Climbié
Victoria Adjo Climbié (2 de noviembre de 1991 – 25 de febrero de 2000) fue una niña maltratada y asesinada por sus cuidadores en Londres, Inglaterra, en 2000. La indignación pública por su muerte dio lugar a una investigación pública que produjo grandes cambios en las políticas de protección a los niños en el Reino Unido, incluyendo la formación del proyecto Every Child Matters (Cada niño importa); la proclamación de la Ley de la infancia de 2004; la creación del proyecto de ContactPoint, una base de datos gubernamental que contendría información de todos los niños en Inglaterra y Gales; y la creación de la Oficina del Comisionado de la infancia por el Comisario de la Infancia.
Ambos cuidadores, Marie-Thérèse Kouao (nacida el 18 de julio de 1956 en Bonoua, Costa de Marfil) y Carl Manning (nacido el 31 de octubre de 1972), fueron condenados por asesinato y sentenciados a cadena perpetua en el juicio el 12 de enero de 2001.

## Biografía
Nacida en Abobo, Costa de Marfil, Climbié se trasladó a Inglaterra a la edad de siete años con su tía abuela Marie-Thérèse Kouao. Se sospecha que Kouao empezó a maltratar a Climbié poco después de su llegada y que el maltrato empeoró cuando Kouao empezó a vivir con Carl Manning. Hasta su muerte, la policía, el departamento de servicios sociales de muchas autoridades locales, el National Health Service, la National Society for the Prevention of Cruelty to Children e iglesias locales tuvieron contacto con la niña y notaron las señales de malos tratos; sin embargo, en lo que el juez en el proceso por la muerte de Victoria describió como una "incompetencia cegadora", ninguno logró investigar propiamente el maltrato y se tomaron pocas acciones al respecto. Victoria falleció en febrero de 2000, a la edad de ocho años.
Victoria Climbié nació en Abobo cerca de Abiyán, Costa de Marfil, la quinta de seis niños. A la edad de siete años, fue enviada por sus padres, Francis Climbié y Berthe Amoissi, a Europa con su tía abuela Marie-Thérèse Kouao para que tuviera la oportunidad de recibir una mejor educación; esta suerte de acogimiento informal es común en el África Occidental. Victoria viajó con un falso pasaporte bajo el nombre de Anna Kouao, una persona no vinculada a Marie-Thérèse Kouao, pero que había nacido aproximadamente en la misma época que Victoria. Victoria fue conocida como "Anna" durante toda su vida en Inglaterra. Antes de llevarse a Victoria, Kouao vivió en Francia con sus tres hijos, gracias a los beneficios sociales. Su exesposo falleció en 1995, por lo que viajó a Costa de Marfil para asistir a su funeral, donde dijo a los padres de Victoria que le gustaría llevarse un niño con ella a Francia para darle la oportunidad de una vida mejor. Victoria fue escogida porque parecía la más prometedora. Los padres de Victoria solo habían coincidido con Kouao unas pocas veces, aunque quedaron satisfechos con el acuerdo al que llegaron. Se desconoce exactamente cuando Kouao empezó a abusar de Victoria. Los padres de Victoria recibieron tres mensajes sobre ella durante el tiempo que pasó entre que se marchó y su muerte, todos ellos decían que tenía buena salud.

### Salen de Costa de Marfil
Victoria dejó Costa de Marfil junto con Kouao "probablemente en algún momento de noviembre de 1998" y viajaron a París, Francia, donde fue matriculada en una escuela; sin embargo, en diciembre de 1998, Kouao empezó a recibir advertencias sobre el absentismo de Victoria y, en febrero de 1999, la escuela emitió una notificación de un niño en riesgo que hizo que un trabajador social se involucrara en el caso. La escuela notó cómo Victoria tendía a quedarse dormida en clase y, más tarde, la profesora recordó que Kouao mencionó que Victoria sufría alguna tipo de enfermedad dermatológica y que, en su última visita a la escuela el 25 de marzo de 1999, Victoria tenía la cabeza rapada y usaba una peluca. Cuando dejaron Francia, Kouao quedó debiendo a las autoridades 2000 libras esterlinas, tras recibir erróneamente una ayuda  infantil y se dijo que Kouao veía a Victoria como una herramienta útil para reclamar beneficios sociales.

### Llegan a Inglaterra
Ambas viajaron a Londres, Inglaterra, el 24 de abril de 1999, al distrito de Ealing. Entre el 26 de abril de 1999 y el 7 de julio de 1999, Kouao visitó los servicios sociales de Ealing hasta catorce veces para conseguir ayuda financiera y alojamiento. Victoria fue con ella en siete ocasiones. El personal allí notó las lesiones de Victoria, incluso un funcionario pensó que parecía un niño de un "folleto de ActionAid International", pero no tomaron ninguna medida y quizás supusieron que la mala apariencia de Victoria era una tentativa deliberada para despertar simpatía. Se alojaron en un bed and breakfast en Ealing hasta el 1º de mayo de 1999, antes de mudarse a Harlesden, en el municipio Londinense de Brent. Kouao obtuvo trabajo como personal de limpieza en un hospital, para lo cual dejaba a Victoria bajo el cuidado de una niñera, Priscilla Cameron, que no estaba registrada, lo que no fue revisado por los servicios sociales. El 14 de junio de 1999, Kouao conoció a Carl Manning, un ghanés, en el autobús que él conducía, y se mudó con ella y Victoria a su piso de una sola habitación en Tottenham, en el distrito de Haringey, el 6 de julio de 1999. Era su primera novia. Victoria fue maltratada por Kouao y por Manning y se sospecha que el maltrato empeoró desde el momento que empezaron a vivir juntos.

## Sospechas de malos tratos
El 18 de junio de 1999, una mujer relacionada con Kouao llamó anónimamente al consejo de Brent y contó a un oficial de servicios al cliente las lesiones de Victoria y le mencionó que temía por la vida de la niña. Llamó nuevamente pocos días después y le dio la impresión que estaban trabajando en el caso. Tres semanas después, el 14 de julio de 1999, trabajadores sociales del consejo visitaron la dirección de Victoria, pero estaba vacía y no se tomó ninguna otra medida. En la investigación que siguió a la muerte de Victoria, Edward Armstrong, un trabajador social experimentado en el consejo, dijo que al equipo se le dijo que una niña no estaba asistiendo a la escuela y no que la niña estaba siendo maltratada.
El 19  de febrero de 2000 Victoria fue llevada por Kouao a la Iglesia Universal del Reino de Dios, ubicada en Seven Sisters Road. El pastor, Álvaro Lima, dijo a la investigación que él sospechaba que la niña estaba siendo maltratada. Dijo que Victoria le dijo que Satanás le había dicho que se quemara. De acuerdo con el informe de investigación "El Pastor Lima expresó la opinión de que Victoria estaba poseída por un espíritu maligno y aconsejó a Kouao traer Victoria a la iglesia una semana más tarde". Lima decidió orar y ayunar con un asistente, no llamó a los servicios de policía, un hospital o los servicios sociales social, y no hizo nada más.
El 24 de febrero de 2000 Kouao llevó de nuevo a Victoria a la IURD, donde el Pastor Lima les aconsejó ir al hospital y llamó a un taxi; cuando llegó al hospital su temperatura era de 27 °C (temperatura normal es de unos 36 °C). Murió al día siguiente; el mismo día, la IURD tenía previsto celebrar un servicio para liberarla del demonio. En la autopsia encontraron 128 lesiones en todas las partes de su cuerpo, el patólogo informó que fue el peor de los casos de daño deliberado a un niño que jamás había visto.

## Muerte y juicio

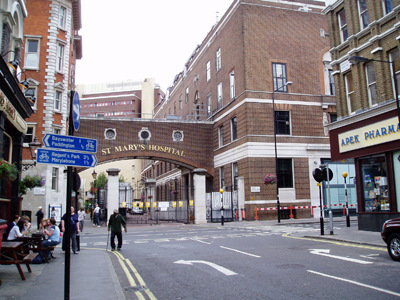
Hospital St Mary, donde Victoria Climbié falleció.

El 24 de febrero de 2000, Victoria fue llevada semi consciente y con hipotermia, fallo múltiple de órganos y desnutrición a la iglesia local de la Iglesia Universal del Reino de Dios. El taxista se horrorizó de la condición de Victoria y la llevó directamente emergencias en el Hospital North Middlesex; después fue transferida a la unidad de cuidados intensivos en el Hospital St. Mary. El conductor de la ambulancia que la llevó a St. Mary describió que Kouao se mantenía diciendo "mi bebe, mi bebe", su preocupación parecía "no ser suficiente" y que Manning parecía "casi como si no estuviera allí". Victoria falleció al día siguiente a las 3:15pm de la hora local, en el mismo día en el que la Iglesia Universal del Reino de Dios tenía previsto celebrar un servicio para echar al demonio de ella. El patólogo de Home Office que examinó su cuerpo notó 128 heridas separadas y cicatrices en su cuerpo y lo describió como "el peor caso de maltrato infantil que he encontrado". Había sido quemada con cigarrillos, atada por períodos de más de 24 horas y golpeada con cadenas de bicicletas, martillos y alambres. En el caso tuvieron que testificar varias autoridades locales (cuatro departamentos de servicios sociales y tres departamentos de vivienda), dos equipos policiales de protección al menor, dos hospitales, un centro NSPCC y unas cuantas iglesias locales. Fue enterrada en Grand-Bassam, cerca de su pueblo natal.
Kouao fue arrestada el día que Victoria falleció y Manning al día siguiente. Kouao declaró a la policía que "es terrible, acabo de perder a mi niña". El 20 de noviembre de 2000 en Old Bailey, se inició el proceso por su muerte, con Kouao y Manning siendo culpados de crueldad infantil y asesinato. Kouao negó todos los cargos y Manning se declaró culpable de los cargos de crueldad y homicidio. El juez describió a los equipos que trabajaron en el caso de Victoria como "incompetentes cegados". Durante las entrevistas con los policías, ambos señalaron que Victoria estaba poseída. En su diario, Manning describió a Victoria como Satanás y dijo que no importaba cuán fuerte le pegara, ella no lloraba o mostraba signos de estar herida. El 12 de enero de 2001, ambos fueron hallados culpables y sentenciados a cadena perpetua. El juez les dijo que "lo que Victoria soportó fue verdaderamente inimaginable. Murió en sus manos". Kouao fue trasladada a la prisión de Durham, mientras que Manning fue llevado a la prisión de Wakefield.